# 中臼杵村
中臼杵村（なかうすきむら）は、大分県北海部郡にあった村。現在の臼杵市の一部にあたる。

## 地理
臼杵川の支流・中臼杵川、勘場川の流域に位置していた。

## 歴史
- 1889年（明治22年）4月1日、町村制の施行により、北海部郡中臼杵村、久木小野村、武山村、吉小野村が合併して村制施行し、中臼杵村が発足[1][2]。旧村名を継承した中臼杵、久木小野、武山、吉小野の4大字を編成[2]。
- 1907年（明治40年）7月1日、北海部郡上南津留村と合併し南津留村を新設して廃止された[1][2]。

## 産業
- 農業